# ماثيو ويلكينسون
ماثيو ويلكينسون (17 ديسمبر 1980 - )  (بالإنجليزية: Matthew Wilkinson)‏ هو لاعب كريكت بريطاني.